# کاپلیتسا (استان پومرانی)
کاپلیتسا (به لهستانی:  Kaplica) یک روستا در لهستان است که در گمینا سومونگنو واقع شده‌است. کاپلیتسا  ۲۷۵ نفر جمعیت دارد.